# Lincoln Mark VIII

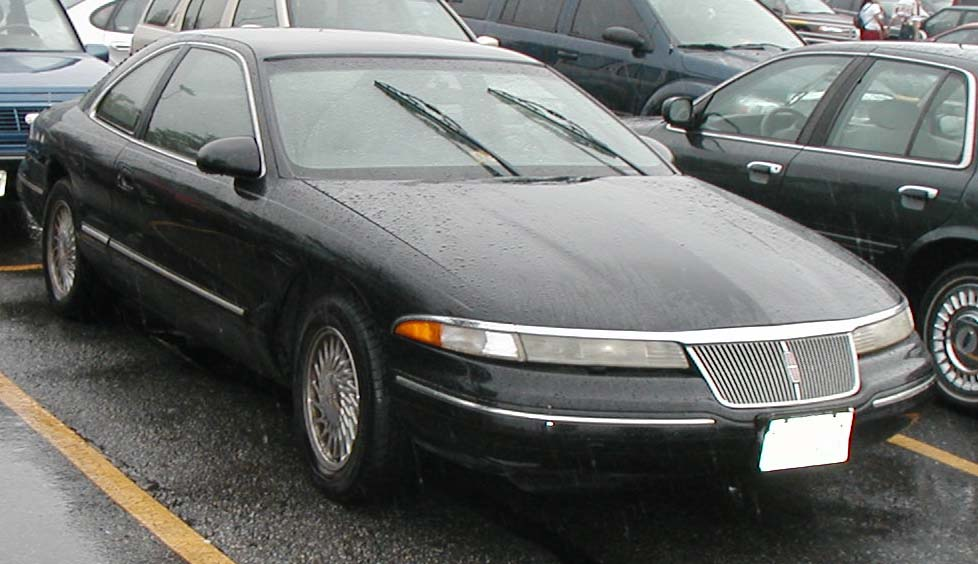
1993-1996 Lincoln Mark VIII

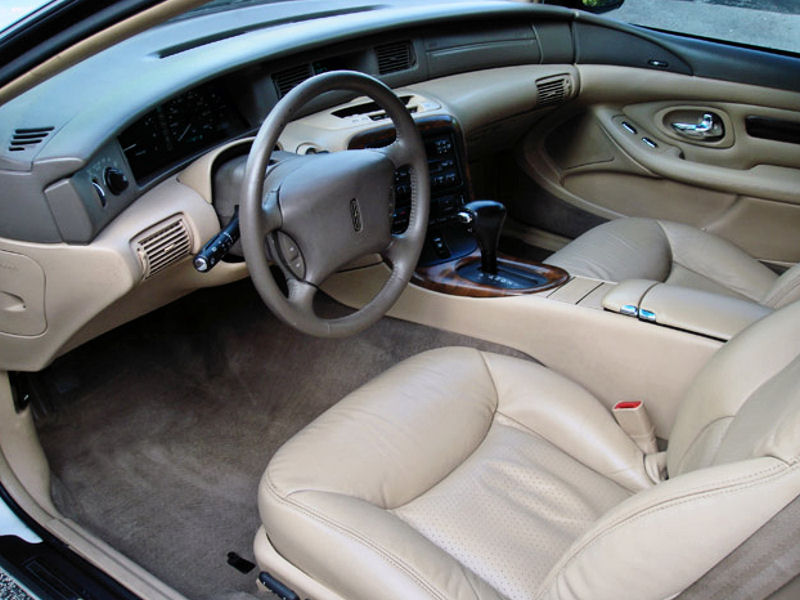
Салон 1998 Lincoln Mark VIII LSC

 Представленный в 1993 году компанией Ford абсолютно новый Lincoln Mark VIII является большим заднеприводным купе представительного класса, продолжающим основные традиции семейства Lincoln Mark. Модель Mark VIII собиралась на заводе Ford в городе Виксом, Мичиган на платформе FN10, являющейся родственной платформе MN12, на которой собирался Ford Thunderbird и его премиум версия Mercury Cougar.
Модель отличает высокая комплектация, способствующая максимальному комфорту: кожаный салон, климат контроль, круиз контроль, электроприводы большинства аксессуаров и передних сидений, бортовой компьютер, регулируемая рулевая рейка, система АБС и система курсовой устойчивости, обогреваемые зеркала и заднее стекло, люк(опционально). Безопасность обеспечивают две фронтальные подушки безопасности — водительская и пассажирская.
Благодаря уникальному обтекаемому дизайну Mark VIII является автомобилем с минимальным лобовым сопротивлением воздуху из когда-либо достигнутых компанией Ford.
Именно на Mark VIII была впервые представлена 32-клапанная версия двигателя семейства Modular. V-образный восьмицилиндровый двигатель с алюминиевым блоком цилиндров снабжён четырьмя клапанами на каждый цилиндр, система газораспределения приводится в действие четырьмя распредвалами с цепным приводом. Двигатель вырабатывает мощность 280 лошадиных сил и 386 Н*м крутящего момента. Четырёхступенчатая АКПП типа AOD-E, снабжённая системами кик-дауна и овердрайва.
Пневматическая подвеска позволяет Mark VIII всегда сохранять стандартный клиренс вне зависимости от загруженности, однако на высокой скорости электронная система стравливает немного воздуха из пневматических подушек для занижения машины и уменьшения сопротивления воздуха.

## Обновлённая версия (1997—1998)
В 1997 Lincoln Mark VIII получил обновлённый кузов. Передняя часть стала ещё более закруглённой, получив новый бампер, крылья, алюминиевый капот (ранее на базовой модели использовался пластиковый), алюминиевую радиаторную решётку и новые фары головного света, снабжённые газоразрядными лампами. В задней части машины был использован инновационный красный неоновый фонарь для индикации торможения, в зеркала заднего вида были встроены светодиодные повторители поворота. АКПП была усовершенствована усиленными деталями.

## Версия LSC
Версии Lincoln Mark VIII LSC (Luxury Sport Coupe) были доступны как для первого (с 1995), так и для второго поколения модели. В такой версии автомобиль получил более мощную версию двигателя и двойной выхлоп (в обычной версии также две выхлопные трубы, но соединённые), вырабатываемая мощность составила 290 л.с. АКПП не подверглась доработкам, однако был установлен новый задний мост с передаточным числом 3.27:1. Капот был заменён на алюминиевый, а фары головного света новой конструкции с газоразрядными лампами ближнего света стали первой машиной производства США с этой опцией. Mark VIII LSC оснастили более устойчивыми к ударам стабилизаторами, которые препятствовали боковому раскачиванию для более чёткого управления автомобилем.